# Dark pastoral
Dark pastoral is een compositie van David Matthews. Het basismateriaal van deze compositie bestaat uit het onvoltooide Celloconcert van Ralph Vaughan Williams. Die had voor dat concert al een thema op papier voor wat waarschijnlijk een langzaam deel in de constructie ABA zou worden. Matthews had al eerder meegewerkt aan het voltooien van andermans werk, zoals Symfonie nr. 10 van Gustav Mahler. Hij bleef met zijn pastorale dicht bij de klank van Vaughan Williams. Hij componeerde de sectie B en verwerkte de sectie A in het slot.
De première werd gegevens door Steven Isserlis (cello) en BBC Concert Orchestra onder leiding van Paul Daniel op 10 september 2010 tijdens een Promsconcert.
Matthews schreef het voor:
- solo cello
- 2 dwarsfluiten, 1 hobo, 1 althobo, 2 klarinetten, 2 fagotten
- 2 hoorn
- violen, altviolen, celli, contrabassen